# Motumotua trinotata
Motumotua trinotata är en insektsart som först beskrevs av Walker 1870.  Motumotua trinotata ingår i släktet Motumotua och familjen Ricaniidae. Inga underarter finns listade i Catalogue of Life.